# جيم لويس (لاعب كرة قاعدة)
جيم لويس (بالإنجليزية: Jim Lewis)‏ هو لاعب كرة قاعدة أمريكي، ولد في 12 أكتوبر 1955 في ميامي في الولايات المتحدة.

## وصلات خارجية
- جيم لويس (لاعب كرة قاعدة) على موقعبيزبول رفرنس.كوم (الدوري الرئيسي) (الإنجليزية)
- جيم لويس (لاعب كرة قاعدة) على موقعبيزبول رفرنس.كوم (الدوري الثانوي) (الإنجليزية)